# Калашников Михайло Іванович
Михайло Іванович Калашников (нар. 1894, місто Оренбург, тепер Російська Федерація — розстріляний 27 квітня 1938, місто Москва, Російська Федерація) — радянський діяч, член колегії Народного комісаріату шляхів сполучення СРСР, член ВЦВК. Член Центральної контрольної комісії ВКП(б) у 1927—1934 роках.

## Біографія
Народився в родині робітника. Працював робітником-слюсарем.
Член РКП(б) з 1918 року.
З 1918 до 1920 року служив у Червоній армії, учасник громадянської війни в Росії.
Потім працював на господарській та профспілковій роботі на транспорті. Освіта вища.
На 1929 рік — заступник завідувача інспекції транспорту і зв'язку Народного комісаріату робітничо-селянської інспекції СРСР.
У 1931—1933 роках — член колегії Народного комісаріату шляхів сполучення СРСР.
З 1933 по жовтень 1937 року — ревізор з безпеки руху Управління залізниці імені Дзержинського.
28 жовтня 1937 року заарештований органами НКВС. Засуджений Воєнною колегією Верховного суду СРСР 27 квітня 1938 року до страти, розстріляний того ж дня. Похований на полігоні «Комунарка» поблизу Москви.
6 жовтня 1956 року посмертно реабілітований.